# Alpina noricana
Alpina noricana là một loài bướm đêm trong họ Geometridae.